# إمساكية رمضان
إمساكية شهر رمضان هي جدول يحتوي على مواقيت الصلوات الخمس والإفطار والسحور. تعتبر الامساكية من الأمور الهامة لدى جميع المسلمين من أجل التعرف على مواعيد الصلوات والانتظام بها، وكذلك معرفة وقت الإفطار، ووقت السحور، ومن ثم الإمساك عن الطعام وأيضا عدد ساعات الصوم خلال اليوم.

## الأصل
بدأت فكرة الإمساكية في مصر في عهد الدولة العثمانية، وأثناء حكم الوالي محمد علي باشا الكبير وقبل وفاته بعامين في شهر رمضان 1262هـ 1846 م. وتم طباعتها أول مرة في دار الطباعة الباهرة ببولاق بجمهورية مصر العربية وكانت عبارة عن ورقة صفراء بعرض 27 سم وطول 17.5 سم.